# 吉田掛合インターチェンジ
吉田掛合インターチェンジ（よしだかけやインターチェンジ）は、島根県雲南市にある松江自動車道のインターチェンジである。

## 道路
- E54 松江自動車道（5番）

## 接続道路
- 島根県道336号吉田掛合インター線

## 歴史
- 2012年3月24日 : 吉田掛合IC-三刀屋木次IC間開通に伴い供用開始
- 2013年3月30日 : 三次東JCT-吉田掛合IC間開通

## 隣
E54 松江自動車道
(4) 雲南吉田IC/道の駅たたらば壱番地 - (5) 吉田掛合IC - (6) 三刀屋木次IC/TB